# جيمس مالوني
جيمس مالوني (بالإنجليزية: James Maloney)‏ هو لاعب دوري الرغبي أسترالي، ولد في 15 يونيو 1986 في أورانج في أستراليا.